# Арсений (Крестас)
Иеромонах Арсений (греч. Ιερομόναχος Αρσένιος, в миру Александрос Крестас, греч. Αλέξανδρος Κρέστας известен также в историографии под именем поп Арсениос Крестис греч. Παπα Αρσένης Κρεστής; 1779, Краниди, Арголида — 1822, Агиос Состис) — священнослужитель Элладской православной церкви, иеромонах, участник Освободительной войны Греции 1821−1829 годов.

## Биография
Родился в 1779 году в Краниди, Арголида, Пелопоннес. С детства у ребёнка проявилась тяга к религии и первым его учителем был местный священник.
В возрасте 17 лет Арсениос перебрался на остров Эгина и работал у местного торговца.
Здесь Арсениос последовал за игуменом монастыря Животворной Богоматери (Μονή Ζωοδόχου Πηγής) острова Порос архимандритом Леонтиос и остался в монастыре в качестве послушника. Через несколько лет он был рукоположен в диаконы, получив имя Арсениос, после чего стал священником и вернулся в Краниди, где стал приходским священником, учителем и игуменом монастыря Животворной Богоматери Корониды (Ζωοδόχου Πηγής Κορωνίδας). При материальной поддержке монастырей Килада и Эрмиони, а также богатых жителей Краниди, Арсениос продолжил своё образование в школе в Димитсана.

## Греческая революция
Арсениос был посвящён в тайное революционное общество Филики Этерия. С началом революции 1821 г., был выдвинут жителями военачальником Краниди и руководителем революции в Эпидавре и Эрмиониде.
Во главе своих земляков Арсениос принял участие в осаде города Нафплион и штурме его крепости 4 декабря 1821 г. Арсениос отличился при обороне крепости города Аргос в апреле 1822 г. во время нашествия Кехая-бея, когда во главе своих 80 бойцов и при участии аргосцев оказал туркам отчаянное сопротивление. После чего Арсениос заперся в монастыре Богородицы, вместе с 600 женщинами и детьми и своими 80 бойцами, осаждённый турками. На третий день осады, с мечом в руке, Арсениос и его 80 бойцов пробили коридор среди турок и вывели женщин и детей в Милус. Когда Кехая-бей ушёл в сторону Триполи[уточнить], Арсениос продолжил осаду Нафплиона и принял участие в боях вокруг него.

## Кончина
В 1822 году Арсениос последовал за военачальником Никитарас в его экспедицию в восточную Среднюю Грецию и принял участие в боях за Стилис и Айия-Марину.
В дальнейшем Арсениос принял участие в отражении нашествия Драмали-паши на Пелопоннес и отличился при Дервенакии и Агионори (Битва при Дервенакии).
Арсениос Крестас погиб героически при Агиос Состис, в ночь с 26 на 27 ноября 1822 года, отражая вместе с Никитарасом попытку турок пробиться к осаждённому Нафплиону.
Имя иеромонаха Арсения Крестас дано площади его родного городка Краниди (Нижняя площадь), где также установлен его бюст.